# St. Clemens (Oferdingen)

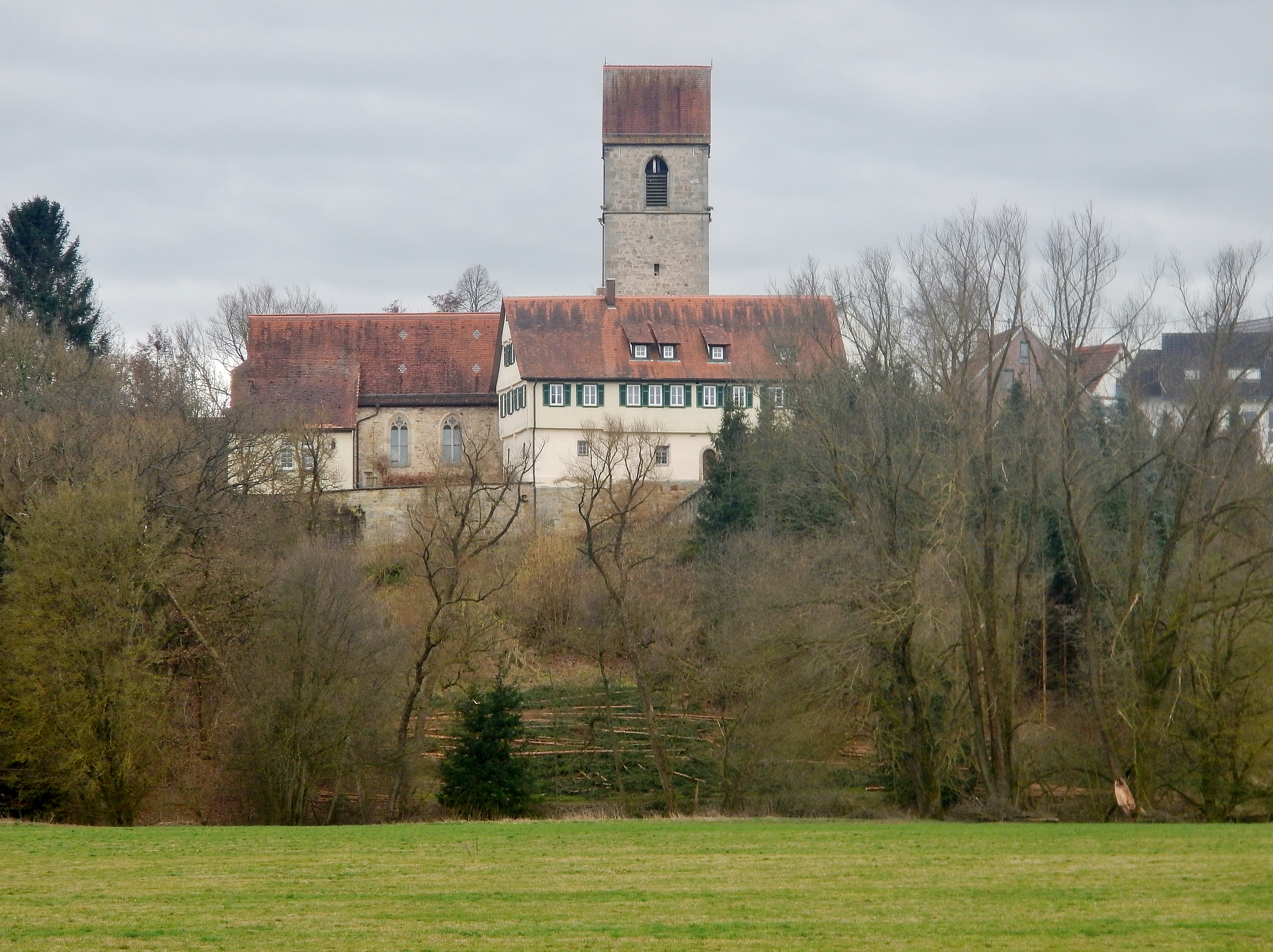
St. Clemens in Oferdingen

Die evangelische Pfarrkirche St. Clemens steht in Oferdingen, einem Stadtteil von Reutlingen im Landkreis Reutlingen in Baden-Württemberg. Die Pfarrei gehört zum Kirchenbezirk Reutlingen der Evangelischen Landeskirche in Württemberg. Das Bauwerk ist beim Landesamt für Denkmalpflege Baden-Württemberg als Baudenkmal eingetragen.

## Beschreibung
Die frühgotische Saalkirche aus Bruchsteinen, die nach der Zerstörung im Dreißigjährigen Krieg um 1650 wiederhergestellt wurde, besteht aus einem Langhaus mit Maßwerkfenstern an den Seitenwänden, einem eingezogenen, gerade geschlossenen Chor im Osten und einem Kirchturm im Westen, dessen oberstes Geschoss unter dem Satteldach den Glockenstuhl beherbergt, in dem drei Kirchenglocken hängen. 
Der Innenraum des Langhauses ist mit einer Kassettendecke überspannt, der des Chors mit einem Kreuzrippengewölbe.